# Erlebnispark Tripsdrill
Koordinaten: 49° 2′ 7″ N, 9° 3′ 9″ O
Der Erlebnispark Tripsdrill ist ein Freizeitpark im Weiler Treffentrill bei Cleebronn in Baden-Württemberg. Angeschlossen ist ein Wildpark. Auf einer Fläche von 77 Hektar sind etwa 100 Attraktionen, zoologische Anlagen und Museen zu finden. Tripsdrill gilt, nach dem kleineren Wald- und Freizeitpark Sommerrodelbahn in Ibbenbüren, als der zweitälteste Freizeitpark Deutschlands und beging 2019 sein 90-jähriges Jubiläum. Er hat durchgängig das Thema Schwaben anno 1880. Der Park beschäftigt je nach Saison bis zu 500 Mitarbeiter und empfängt jährlich 880.000 Besucher (Stand 2025).

## Geschichte

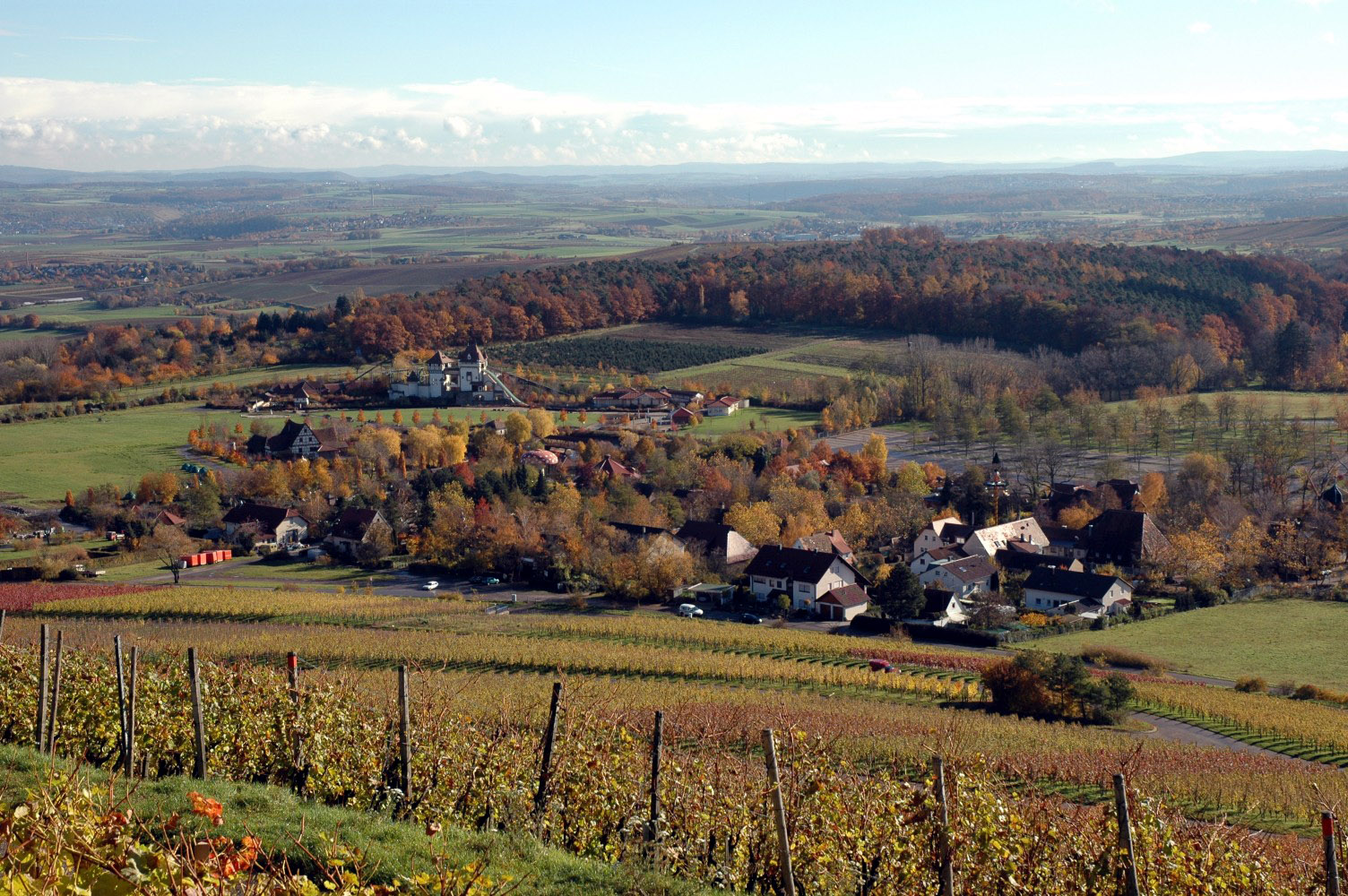
Tripsdrill im Jahr 2006. Blick vom Michaelsberg

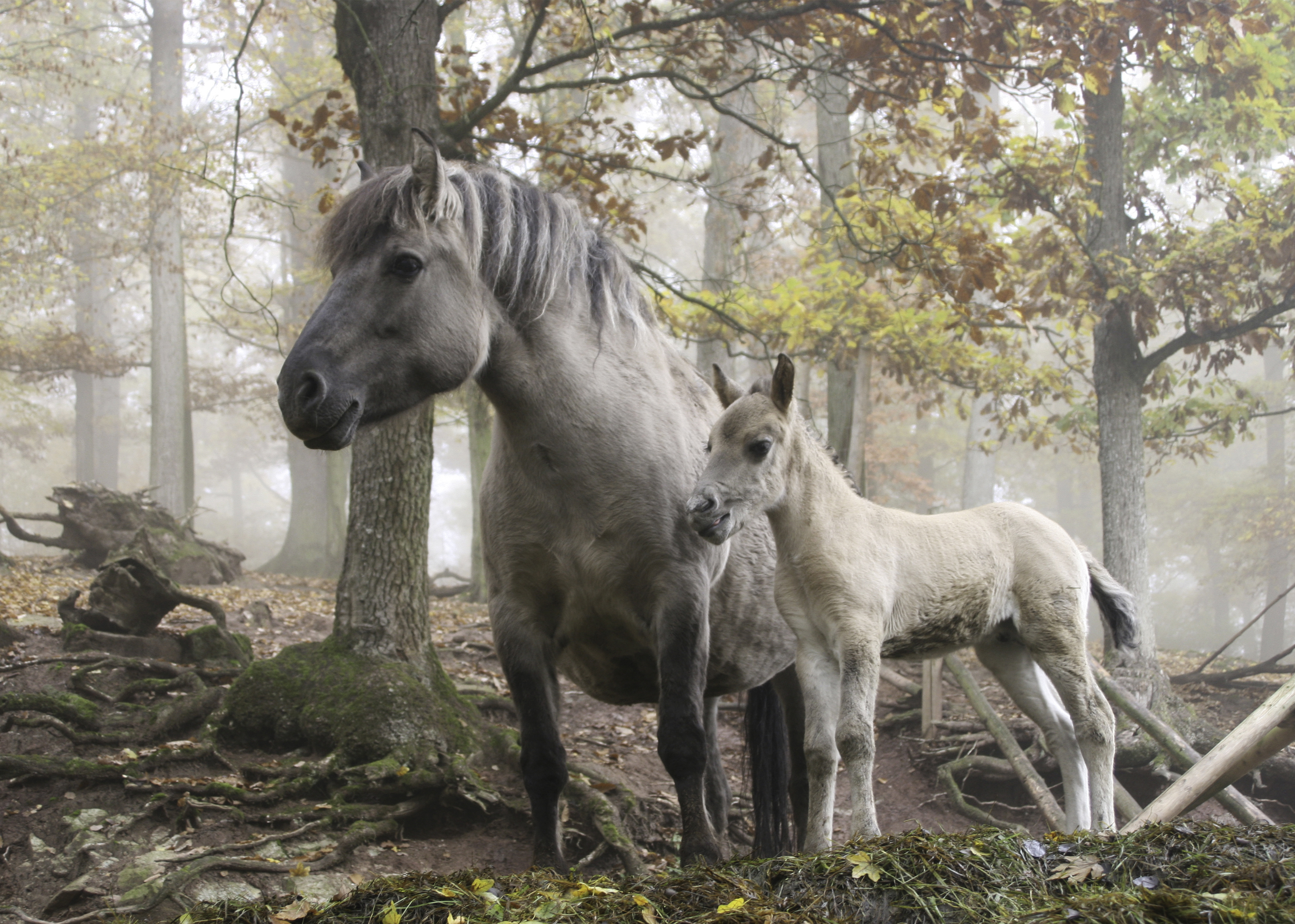
Halbwildpferde im Wildparadies

Am 30. Juni 1929 eröffnete Eugen Fischer, der Besitzer einer Gaststätte im Weiler Treffentrill bei Cleebronn, eine Altweibermühle, die anfangs nur aus einem kleinen Mühlenturm und einer Rutsche bestand. Eugen Fischer verstarb im Zweiten Weltkrieg, sein Sohn Kurt Fischer führte die Geschäfte des beliebten Ausflugsziels weiter. Die erste Mühle brannte 1946 nach einem Blitzeinschlag nieder. 1950 wurde die heutige Altweibermühle eingeweiht, den Festvortrag hielt August Lämmle.
Der Tierpark neben der Altweibermühle wurde 1957 mit 300 Tieren eröffnet.
1960 kam die erste Fahrattraktion in Form von pedalbetriebenen Lokomotiven hinzu. Das Heimatmuseum Trillarium entstand 1962. Der Freizeitpark wuchs allmählich über den Weiler hinaus. Gegenüber der Altweibermühle wurde 1970 die Altmännermühle eröffnet.
Das Wildparadies Tripsdrill wurde 1972 eröffnet und 1976 durch einen Streichelzoo erweitert, der Bestand wuchs dadurch auf über 1000 Tiere. Ebenfalls wurde 1976 das Weinbaumuseum Vinarium eröffnet und beherbergt seitdem eine der größten Sammlungen von Holz-Spindel-Pressen in Deutschland. Zwei Jahre später entstand daneben ein Freilichtmuseum mit der Attraktion Weinkübelfahrt. Zwei weitere Jahre später folgten die Attraktionen Wiegen-Hochbahn und Kaffeetassen-Fahrt.
Seit 1986, als der Freizeitpark auf 45 Hektar erweitert wurde, sind die beiden Parks durch eine Wegebahn (Stromberg-Express) verbunden. In den darauffolgenden Jahren vergrößerte sich der Park durch den Bau der Attraktionen Rasender Tausendfüßler, Schmetterlingsflug, Moggelesbahn, Enten-Wasserfahrt, Wirbelpilz und die Schlappen-Tour.
1995 wurde das Gelände um weitere 15 Hektar erweitert und der Themenparkplaner Emanuel Mongon engagiert.
Kurt Fischer übergab 1996 die Geschäftsführung an seine Söhne Helmut, Roland und Dieter Fischer. Der Park wird seitdem als GmbH & Co. KG geführt. Im gleichen Jahr wurde die Attraktion Waschzuberrafting eröffnet.
1998 wurde die Achterbahn G’sengte Sau eröffnet, indem Dirk Auer, ein Extrem-Inliner, als erster Mensch überhaupt mit Rollschuhen über die Bahn fuhr. Im Jahr 2000 wurde der Burgkomplex Rauhe Klinge mit Wildwasserbahn eingeweiht. 2001 entstand ein 3.500 m² großes Bärengehege. Ebenfalls 2001 wurde der Wildpark um 17 Hektar erweitert.
2003 wurde der erste Donnerbalken, eine Art Freifallturm, errichtet.
Das ganze Jahr 2004 wurde als Jubiläumsjahr zum 75-jährigen Bestehen mit vielen Sonderveranstaltungen gefeiert. Zudem wurde ein zweiter Donnerbalken und die Spritztour eröffnet.
2005 eröffnete mit zwei Jahren Verspätung das Seifenkistenrennen, welches durch die Konstruktion bis dato einmalig war und von Tripsdrill patentiert wurde, und vervollständigte damit den neuen Bereich Mühlental. Die Dorfstraße mit drei Häusern und der Maibaum auf dem Dorfplatz waren die Neuerungen des Jahres 2006.
Am 28. April 2008 wurde die Holzachterbahn Mammut eröffnet, welche Tripsdrill ca. 20 Mio. € gekostet hatte. Die Achterbahn ist fast 30 m hoch und bis zu 90 km/h schnell. Gebaut wurde sie von den Unternehmen Ing.-Holzbau Cordes (Holzbau), Gerstlauer Amusement Rides (Technik und Züge) und Ingenieurbüro Stengel (Berechnungen). Damit ist sie die erste Holzachterbahn komplett aus deutscher Produktion. Die Attraktion befindet sich in dem seit 2010 bestehenden Themenbereich Sägewerk. Ebenfalls 2010 wurden den Besuchern Übernachtungsmöglichkeiten in Schäferwagen vor dem Wildparadies geboten, welche 2011 erweitert wurden.
In der Saison 2013 wurden zwei weitere Attraktionen eröffnet. Dabei handelte es sich um ein aus sieben Fachwerkhäusern bestehendes Gaudi-Viertel, in dem allerlei Spielmöglichkeiten für Kinder und Jugendliche beheimatet sind. Zudem wurde eine Katapult-Achterbahn zur neuen Großattraktion des Parks. Die Karacho-Bahn des deutschen Herstellers Gerstlauer mit LSM-Abschuss und vier Inversionen wurde im Juli 2013 eröffnet.
Von 2014 bis 2016 wurde das Natur-Resort um weitere Übernachtungsmöglichkeiten erweitert.
Im Juli 2016 wurde der Themenbereich „Karle Kolbenfresser“ mit der Eröffnung einer neuen Familienattraktion, dem Heißen Ofen, fertiggestellt. Bei diesem Fahrgeschäft handelt es sich um einen Mini Apollo des italienischen Herstellers Technical Park.
Im Jahr 2020 entstanden mit der Hängeachterbahn Hals-über-Kopf und der Familienachterbahn Volldampf zwei neue Achterbahnen. Dabei handelte es sich um die größte Einzelinvestition in der Parkgeschichte.
Der Park hatte 2024 bis zu 500 Beschäftigte und empfing jährlich etwa 880.000 Besucher.

## Namensherkunft
Die Namen Treffentrill und Tripsdrill sollen auf den römischen Hauptmann Trepho zurückgehen, der den Ort in Anlehnung an seine Frau Trephonis Truilla genannt haben soll. Angeblich wurde in der Nähe ein entsprechend beschrifteter Stein gefunden. Der Name wird außerdem vom Trips und Trefz genannten wilden Hafer hergeleitet, der dort einst durch Drillen verarbeitet worden sein könnte. Außerdem gibt es in alten Redensarten den Ortsnamen Trudentrüll für einen Ort, der nicht existiert. Ortsüblich ist noch heute die Bezeichnung „Trulla“ für den Park.

## Achterbahnen
| Bild | Name                   | Typ                      | Hersteller                                           | Eröffnet       |
| ---- | ---------------------- | ------------------------ | ---------------------------------------------------- | -------------- |
|      | Rasender Tausendfüßler | Large Tivoli Coaster     | Zierer Rides                                         | 1987           |
|      | G’sengte Sau           | Bobsled Coaster          | Gerstlauer Amusement Rides                           | 1998           |
|      | Mammut                 | Holzachterbahn           | Ingenieur-Holzbau Cordes, Gerstlauer Amusement Rides | 28. April 2008 |
|      | Karacho                | Infinity Coaster         | Gerstlauer Amusement Rides                           | 10. Juli 2013  |
|      | Hals-über-Kopf         | Suspended Thrill Coaster | Vekoma                                               | 26. Juni 2020  |
|      | Volldampf              | Family Boomerang         | Vekoma                                               | 26. Juni 2020  |

## Weitere Attraktionen (Auswahl)
| Bild | Name | Hersteller                 | Jahr der Eröffnung   |
| ---- | --- | -------------------------- | -------------------- |
|      | Altweibermühle, historische Rutsche                                                                                                |                            | 1929                 |
|      | Altmännermühle, Laufgeschäft |                            | 1970                 |
|      | Vinarium, Weinmuseum mit der größten Holzspindel-Pressen-Sammlung Deutschlands                                                     |                            | 1976                 |
|      | Heiratsmarkt, Themenbereich |                            | 1979                 |
|      | Weinkübelfahrt, Rundfahrt | Metallbau Emmeln           | 1981                 |
|      | Wiegenhochbahn, Einschienenbahn | Metallbau Emmeln           | 1983                 |
|      | Kaffeetassenfahrt | Mack Rides                 | 1984                 |
|      | Stromberg-Express, Verbindungsbahn zum Wildpark                                                                                    |                            | 1986                 |
|      | Schmetterlingsflug, Tretbahn | Metallbau Emmeln           | 1988                 |
|      | Wirbelpilz, Wellenflug | Zierer                     | 1990                 |
|      | Schlappen-Tour, Berg- und Talbahn                                                                                                  | Zierer                     | 1991                 |
|      | Gugelhupf Gaudi Tour, Walzerfahrt                                                                                                  | Gerstlauer Amusement Rides | 1992                 |
|      | Waschzuber-Rafting, Rapid River mit einer Ausstellung historischer Vorrichtungen zum Waschen, Mangeln und Bügeln im Wartebereich   | Hafema                     | 1996                 |
|      | Badewannen-Fahrt zum Jungbrunnen, Wildwasserbahn mit, laut Angabe des Parks, Europas höchster Schussfahrt auf einer Wildwasserbahn | Mack Rides                 | 2000, erweitert 2002 |
|      | Mühlbach-Fahrt, Kinderwildwasserbahn                                                                                               | ABC Engineering            | 2003                 |
|      | Doppelter Donnerbalken, Freifallturm                                                                                               | Bear und Bartholet         | 2003, erweitert 2004 |
|      | Spritztour, Interaktive Wasserfahrt                                                                                                | ABC Engineering            | 2004                 |
|      | Seifenkisten-Rennen, elektrisch angetriebene Autos, bereits für Kinder ab 3 Jahren geeignet                                        | Pokar                      | 2005                 |
|      | Maibaum: Attraktion Dorfstraße | ABC Engineering            | 2006                 |
|      | Murmelturm, Spring Ride | Moser Rides                | 2013                 |
|      | Gaudi-Viertel, Indoor-Spielbereich für Kinder                                                                                      |                            | 2013                 |
|      | Heißer Ofen, Mini-Apollo | Technical Park             | 2016                 |
|      | Höhenflug, Sky Fly | Gerstlauer Amusement Rides | 2017                 |
|      | Erlebnisspielplatz Sägewerk |                            | 2019                 |
|      | Wilde Gautsche, Riesenschaukel | ART Engineering            | 2024                 |

### Ehemalige Attraktionen
| Name                     | Typ           | Max. Höhe | Hersteller | Eröffnung | Schließung | Verbleib                                        |
| ------------------------ | ------------- | --------- | ---------- | --------- | ---------- | ----------------------------------------------- |
| Das rollende Weinfass    | Hexenschaukel | -         | Unbekannt  | Unbekannt | 1996       | Umbau zu Phantastisches Weinfass                |
| Phantastisches Weinfass  | Hexenschaukel | -         | Unbekannt  | 1996      | 2011       | 2011 abgerissen                                 |
| Trillarium, Heimatmuseum | Museum        | -         | -          | 1962      | 17.06.2025 | Durch ein Feuer ist ein Sachschaden entstanden. |

## Events (Auswahl)
Der Erlebnispark Tripsdrill bietet jedes Jahr zahlreiche Veranstaltungen an.

### Schaurige Altweibernächte
Seit 2014 finden jährlich an vier Tagen die Schaurigen Altweibernächte statt. Bei diesem Event werden in Kooperation mit MaisMaze spezielle Gruselattraktionen aufgebaut. Außerdem können einige Fahrgeschäfte in der Dunkelheit gefahren werden.

### Altweibersommer
Zahlreiche Kürbisse und Erntewagen schmücken ab Anfang Oktober bis zum Saisonende den Park. Die Eintrittspreise sind reduziert.

### DRK-Blutspende
Eine Woche lang kann auf dem Parkplatz vor dem Park Blut gespendet werden. Spender erhalten einen Tages-Pass.

### Pyro Games
Seit 2014 finden einmal jährlich die Pyro Games statt, bei denen Gäste ein großes Feuerwerkspektakel beobachten können.

## Trivia
Die Tatort-Folge „Der Schrei“ wurde im Herbst 2009 im Erlebnispark Tripsdrill gedreht. Unter anderem sind das Waschzuber-Rafting und die Achterbahn Mammut zu sehen, aber auch zusätzliche Attraktionen wurden aufgebaut. In der Tatort-Folge heißt Tripsdrill „Prisca-Park“ und ist laut Drehbuch in Ludwigshafen angesiedelt.
2001 war Tripsdrill als Teil einer Außenwette in der Sendung Wetten-dass..? zu sehen. Der Inlineskater Dirk Auer fuhr hierfür mit Inlinern die Achterbahn G’sengte Sau mit einem Bierglas in der Hand hinab.
Am 23. Mai 2010 erhielt der Erlebnispark Tripsdrill einen Eintrag ins Guinness-Buch der Rekorde, weil dort die längste Sockenleine der Welt aufgebaut worden war. Mit 2324,08 Metern Länge und 27.868 Einzelsocken konnte der alte Rekord (24.725 Socken auf 2013,75 Metern) überboten werden. Die Socken stammten von Parkbesuchern, die zu Spenden aufgerufen worden waren. Über die Pfingstferien wurde die Sockenleine im Park ausgestellt.